# 1992-es magyar fedett pályás atlétikai bajnokság
Az 1992-es magyar fedett pályás atlétikai bajnokság a 19. bajnokság volt.

## Eredmények

### Férfiak
| Versenyszám      | Arany                                                                | Arany    | Ezüst                            | Ezüst     | Bronz                             | Bronz    |
| ---------------- | -------------------------------------------------------------------- | -------- | -------------------------------- | --------- | --------------------------------- | -------- |
| 60 m             | Karaffa László Bp. Honvéd                                            | 6,74     | Rezák Pál Újpesti TE             | 6,85      | Alexa Szabolcs Szeged SC          | 6,87     |
| 200 m            | Sámi István Debreceni MTE                                            | 21,35    | Alexa Szabolcs Szeged SC         | 21,49     | Rezák Pál Újpesti TE              | 21,79    |
| 400 m            | Kovács Dusán Salgótarjáni Kohász                                     | 48,39    | Árpási Miklós Testvériség        | 48,53     | Hajdú Sándor VAKER                | 48,86    |
| 800 m            | Benedek Zsolt BVSC                                                   | 1:51,45  | Somfay Dávid TFSE                | 1:51,48   | Martina Tibor Pécsi AC            | 1:52,67  |
| 1500 m           | Kazsimer Attila Micro SC                                             | 3:47,08  | Benedek Zsolt BVSC               | 3:47,82   | Tölgyesi Balázs Videoton          | 3:52,94  |
| 3000 m           | Kliszek Tamás Újpesti TE                                             | 8:01,61  | Markó Gábor Mikró SC             | 8:11.20   | Sági Ferenc BVSC                  | 8:13,04  |
| 4 × 400 m        | Hasszán Ferenc Borsos Károly Török Zsombor Árpási Miklós Testvériség | 3:15,63  | Újpesti TE                       | 3:15,84   | TFSE                              | 3:16,76  |
| 60 m gát         | Sárközi Lajos Szolnoki MÁV MTE                                       | 7,87     | Bédi Tibor Csepel                | 7,89      | Fatér Zoltán ZTE-Építők           | 7,99     |
| 5000 m gyaloglás | Urbanik Sándor Tatabányai Bányász                                    | 19:03,28 | Dudás Gyula Szegedi VSE          | 19:44,80, | Szilágyi Zsolt Tatabányai Bányász | 20:29,09 |
| magasugrás       | Bese Benő CsepelKovács István Szolnoki MÁV MTE                       | 218 cm   |                                  |           | Bakler Zoltán Bp. Honvéd          | 218 cm   |
| rúdugrás         | Farkas Zoltán Bp. Honvéd                                             | 540 cm   | Rohánszky Pál Csepel             | 520cm     | Balogh László Újpesti TE          | 510 cm   |
| távolugrás       | Almási Csaba Újpesti TE                                              | 775 cm   | Szalma László Vasas              | 746 cm    | Makó György Debreceni MTE         | 737 cm   |
| hármasugrás      | Czingler Zsolt Újpesti TE                                            | 16,01 m  | Boros Csaba Újpesti TE           | 15,88 m   | Olasz Tamás Testvériség           | 15,72 m  |
| súlylökés        | Kóczián Jenő Diósgyőri VTK                                           | 17,47 m  | Ficsor József Nyíregyházi VSCVSC | 17,03 m   | Kónyi Árpád Gödöllői EAC          | 16,55 m  |

### Nők
| Versenyszám      | Arany                                                  | Arany    | Ezüst                             | Ezüst    | Bronz                                    | Bronz    |
| ---------------- | ------------------------------------------------------ | -------- | --------------------------------- | -------- | ---------------------------------------- | -------- |
| 60 m             | Barati Éva Bp. Honvéd                                  | 7,48     | Molnár Mónika Szolnoki MÁV-MTE    | 7,63     | Petrezselyem Anita Szolnoki MÁV-MTE      | 7,75     |
| 200 m            | Bátori Noémi MTK                                       | 24,44    | Kozáry Ágnes ZTE-Építők           | 24,53    | Barati Éva Bp. Honvéd                    | 24,87    |
| 400 m            | Bátori Noémi MTK                                       | 54,19    | Forgács Judit Tatabányai Bányász  | 54,57    | Szekeres Judit Szolnoki MÁV-MTE          | 54,93    |
| 800 m            | Todorán Erzsébet Nyíregyházi VSC                       | 2:09,38  | Hédai Gizella Bp. Honvéd          | 2:10,64  | Bartha Viktória Diósgyőri VTK            | 2:11,31  |
| 1500 m           | Hédai Gizella Bp. Honvéd                               | 4:27,42  | Bartha Viktória Diósgyőri VTK     | 4:30,38  | Brutóczky Judit BVSC                     | 4:31,56  |
| 3000 m           | Bugya Mariann BVSC                                     | 9:30,49  | Tóth Mónika Csepel                | 9:31.80  | Brutóczky Judit BVSC                     | 9:40,69  |
| 4 × 400 m        | Jassó Anikó Drommer Helga Fodor Kinga Bátori Noémi MTK | 3:51,14  | KSI                               | 3:53,76  | TFSE                                     | 3:58,70  |
| 60 m gát         | Drommer Helga MTK                                      | 8,53     | Palombi Margit Tatabányai Bányász | 8,68     | Borsos Bernadett ZTE-Építők              | 8,70     |
| 3000 m gyaloglás | Szebenszky Anikó Debreceni MTE                         | 12:40,90 | Ilyés Ildikó Békéscsaba           | 12:43,97 | Rosza Mária Békéscsaba                   | 12:48,66 |
| magasugrás       | Kovács Judit Debreceni MTE                             | 187 cm   | Fazekas Erzsébet Bp. Honvéd       | 184 cm   | Juha Olga Bp. HonvédBölöni Eszter Csepel | 180 cm   |
| távolugrás       | Vanyek Zsuzsa Újpesti TE                               | 618 cm   | Fekete Ildikó Debreceni MTE       | 608 cm   | Ináncsi Vera Bp. Honvéd                  | 585 cm   |
| hármasugrás      | Fekete Ildikó Debreceni MTE                            | 13,28 m  | Vanyek Zsuzsa Újpesti TE          | 13,28    | Medovarszki Éva Kecskeméti SC            | 12,50    |
| súlylökés        | Stefanovics Mónika Haladás                             | 16,64 m  | Ináncsi Rita Bp. Honvéd           | 14,52    | Jánosi Viktória MTK                      | 14,26    |